# Varakhcha

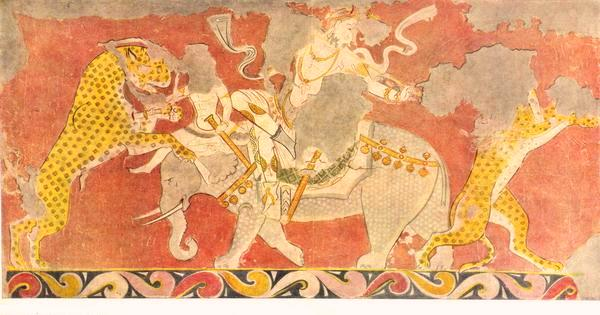
Fragment d'une fresque du la salle rouge du palais

Varakhcha est une ancienne cité antique sogdienne fondée au Ier siècle av. J.-C. Elle se trouve à 39 kilomètres au nord-ouest de Boukhara en Ouzbékistan. Elle ne se releva jamais des attaques arabes et du manque d'irrigation, puis de sa destruction par Gengis Khan.

## Historique
Varakhcha abritait la résidence des anciens souverains de l'oasis de Boukhara avant la conquête arabe. Elle marquait la frontière militaire ouest de l'oasis et accueillait une citadelle et un grand marché, car elle se trouvait entre Boukhara et Khorezm (Khiva). L'historien Nerchakhy (899-959) au Xe siècle la décrit comme ayant été autrefois plus ancienne et plus importante que Boukhara et étant irriguée de douze canaux,. Elle résista à l'invasion arabe et joua un rôle important contre l'expansion de l'islamisme, mais tomba en décadence avant d'être entièrement détruite par les armées de Gengis Khan.

## Archéologie
Les premières fouilles ont lieu dans les années 1930 par des équipes soviétiques dirigées par Vassili Chichkine (1893-1966).
Le palais de Varakhcha se trouve près du rempart sud de l'antique cité à l'ouest de la citadelle. L'édifice remonte au Ve siècle et a été détruit à la fin du VIIIe siècle ou au début du IXe siècle. La structure révèle que le palais était organisé autour de trois salles d'honneur: la salle Est, la salle rouge et la salle Ouest. Les murs de ces salles étaient recouverts de fresques au décor riche et varié: par exemple une visite royale conduite par le roi lui-même, et menant au trône. Les murs de la salle rouge étaient peints de scènes de chasse aux fauves et de scènes d'animaux fantastiques. Ceux de la salle Ouest étaient du même genre.
Les fresques sont conservées aujourd'hui au musée de Tachkent et au musée de l'Ermitage de Saint-Pétersbourg.

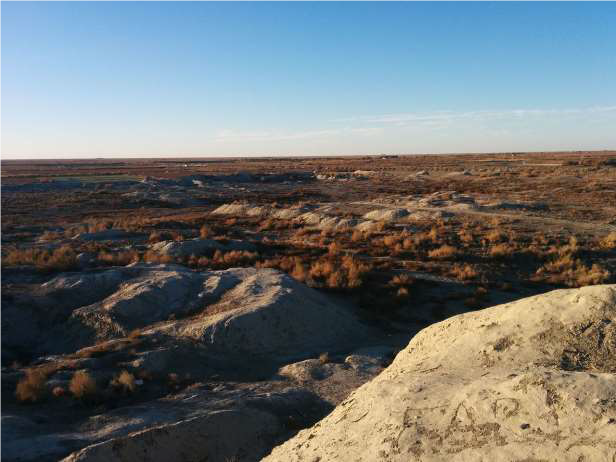
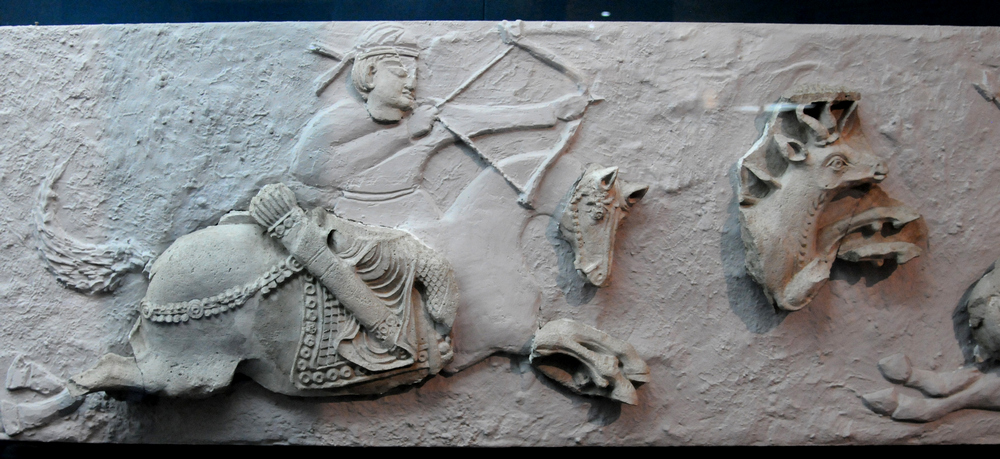
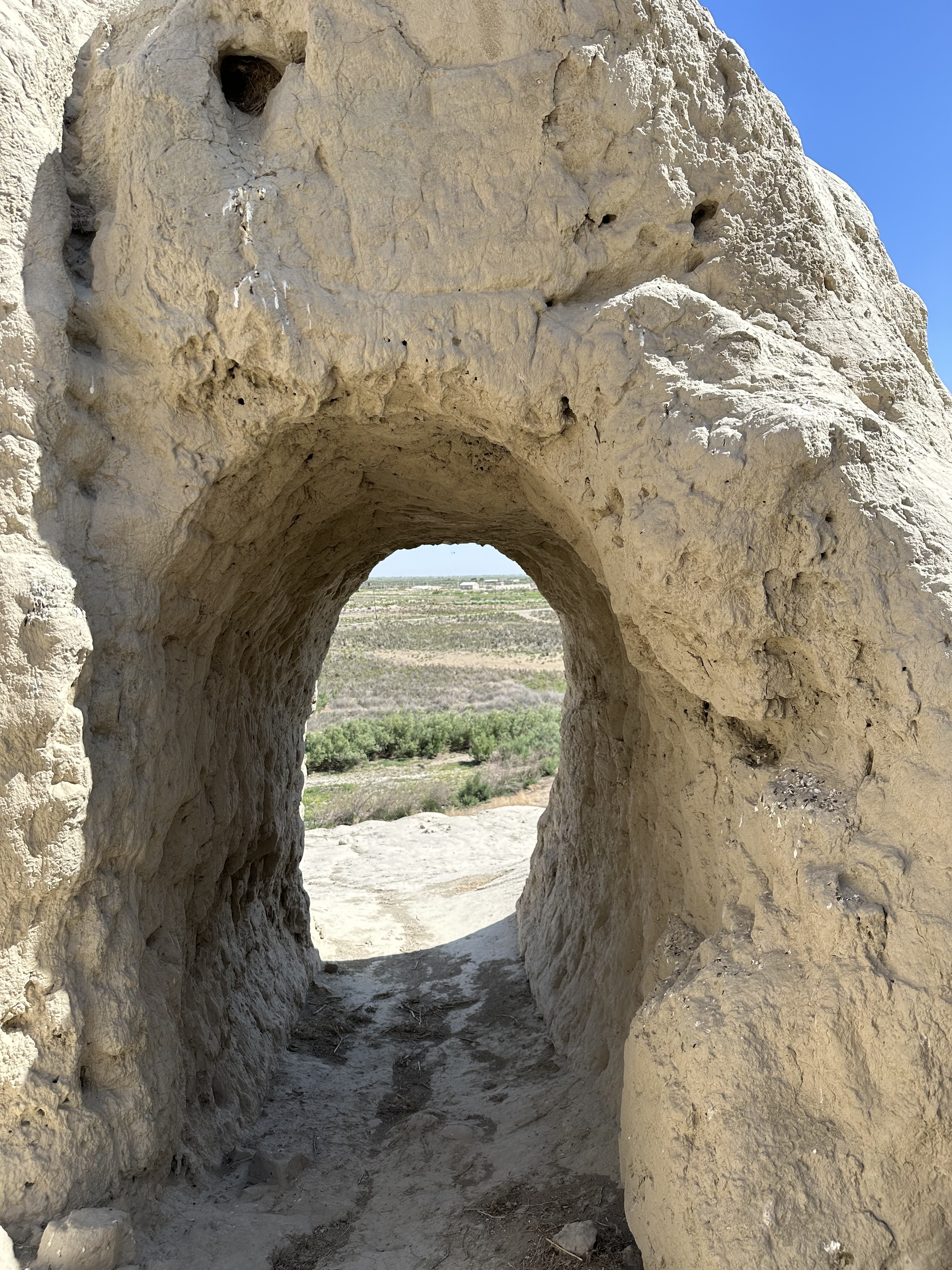
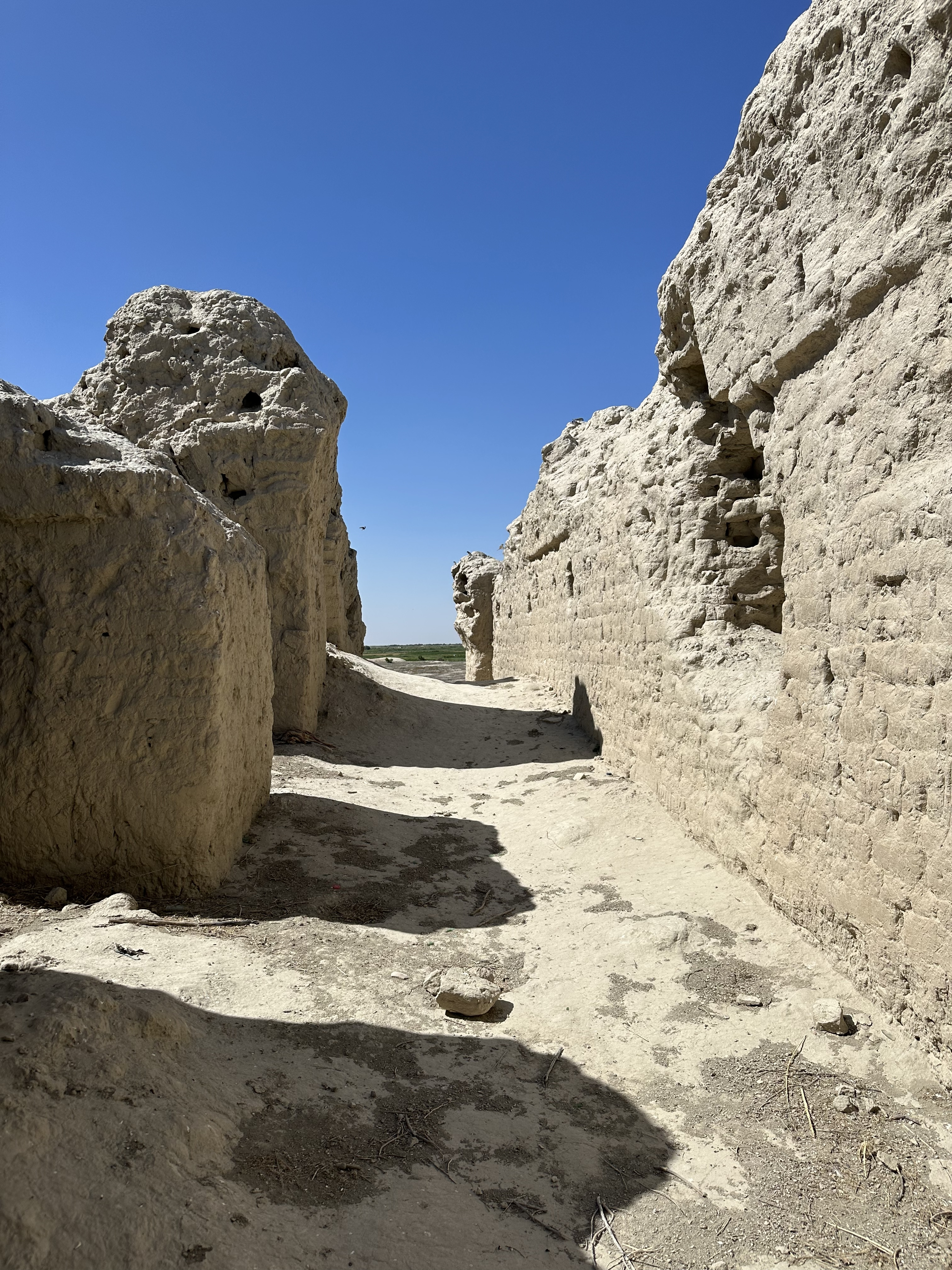
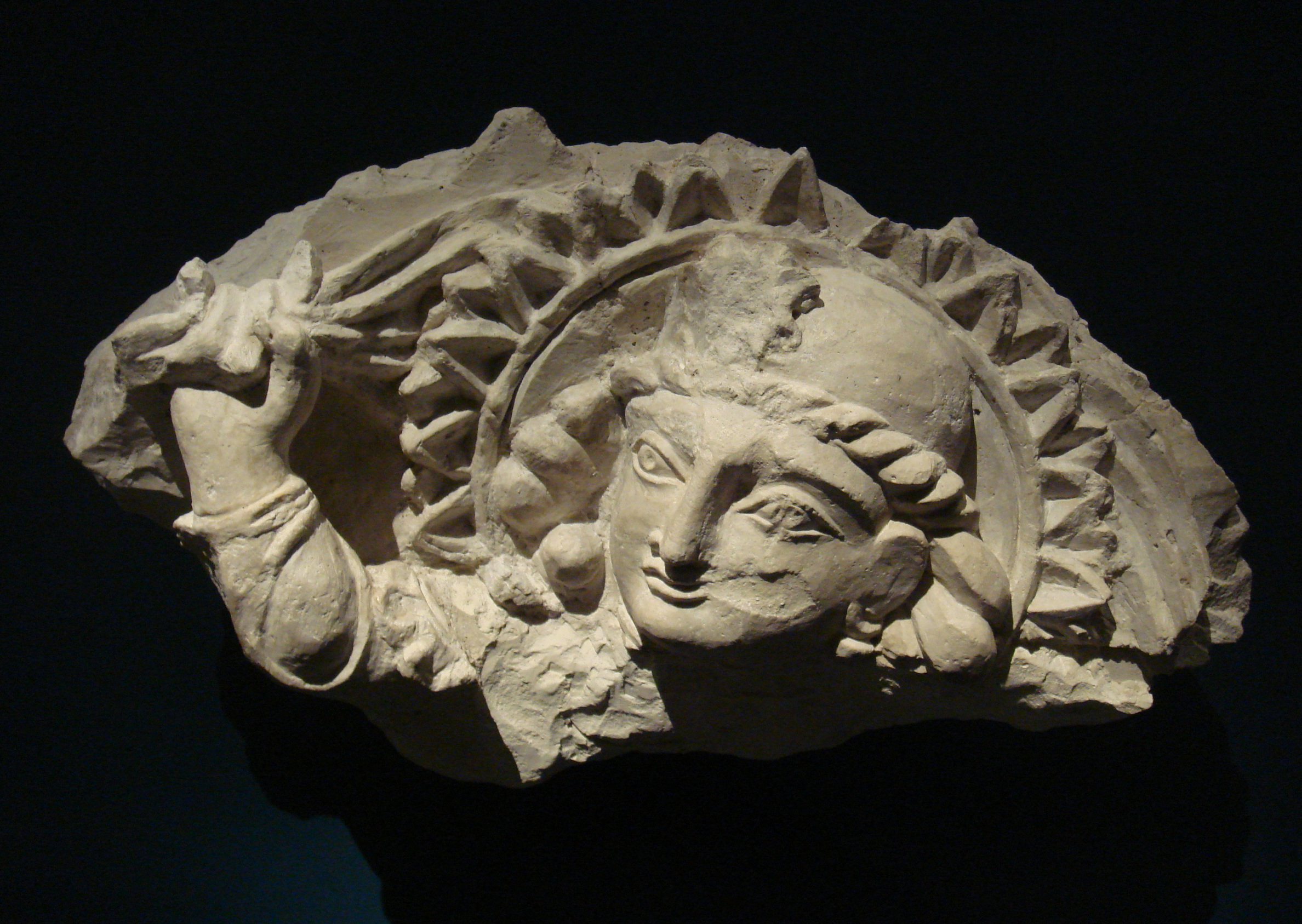